# Vakoplch tasmánský
Vakoplch tasmánský (Cercartetus lepidus) je nejmenší vačnatec na světě, který se vyskytuje v Jižní Austrálii, Tasmánii a na Klokaním ostrově. Poprvé jej popsal Oldfield Thomas v roce 1888.
Panovala obava, že byl vakoplch tasmánský na Klokaním ostrově vyhlazen po australských požárech z roku 2019, ale na konci roku 2020 zde byl znovuobjeven.